# Каменка (Тамбовская область)
Ка́менка — село в Ржаксинском районе Тамбовской области России. Административный центр Каменского сельсовета.

## География
Село находится на берегу реки Савала, на расстоянии 17 км к юго-западу от посёлка городского типа Ржакса, административного центра района, и 77 км к юго-востоку от города Тамбов, административного центра области.

### Часовой пояс
Село Каменка, как и вся Тамбовская область, находится в часовой зоне МСК (московское время). Смещение применяемого времени относительно UTC составляет +3:00.

## Население
| 2002 | 2010 |
| ---- | ---- |
| 600  | ↘595 |

### Национальный состав
Согласно результатам переписи 2002 года, в национальной структуре населения русские составляли 94 % из 600 чел.